# Lorenzo Gigli (pittore)
Lorenzo Gigli (Recanati, 1896 – San Fernando (Buenos Aires), 1983) è stato un artista, pittore e incisore italiano naturalizzato argentino.

## Biografia

### infanzia e studi
Lorenzo Gigli nacque a Recanati nel 1896. Fin da bambino dimostrò un'innata dote al disegno, ma nel 1906 la sua infanzia fu segnata dalla morte del padre muratore, che cadde da un'impalcatura. Fu questo evento che lo obbligò a lavorare già a 10 anni, mantenendo però l'amore per il disegno. Fin dai suoi disegni di bambino era attratto soprattutto dalla figura umana e dai paesaggi e colori della terra marchigiana. Fu però nel 1913 che la madre lo mandò dallo zio a Buenos Aires, dove si iscrisse presto alla Accademia di belle arti, conseguendo il diploma con Pio Collevadino.
Erano questi gli anni in cui Buenos Aires fungeva da ponte tra nuovo e vecchio mondo, con il suo fermento intellettuale che vedeva anche qui il formarsi di sempre nuove avanguardie letterarie ed artistiche. Fu in questo contesto che Gigli incontrerà la sua futura moglie, l'artista Maria Teresa Valeiras.

### 1919-1925: Le prime mostre ed il viaggio in Europa
Nel 1919 Gigli espose per la prima volta al Salone Nazionale di Buenos Aires, dove nel 1924 vinse il primo premio per il bianco e nero ed il secondo premio per il colore. Nello stesso anno fu inserito in una mostra di pittori italiani dove viene esposta l'opera Pànico.
Nel 1924 partì per un viaggio di formazione in tutta Europa dove visitò i più importanti luoghi museali di Portogallo, Spagna, Francia, Italia ed Inghilterra. Particolare attenzione dedicò alla cappella Brancacci nella chiesa di Santa Maria del Carmine di Firenze, dove maturò l'idea che la pittura dovesse ripartire dal Masaccio e dalla sua Cacciata dei progenitori dall'Eden. Tornato a Buenos Aires nel 1925 sposò la pittrice Maria Teresa Valeiras.

### 1926-1931: Il nuovo viaggio in Italia e la residenza recanatese
Nel 1926 Lorenzo Gigli e Maria Teresa Valeiras partirono nuovo viaggio in Europa dove visitarono i musei di Parigi, Amsterdam e Madrid, per poi fermarsi a Recanati fino al 1930. Fu qui che, nel 1927 nacque la sua prima figlia Adelaide. In questo periodo Gigli si dedicò a ritratti e squarci di vita contadina uniti ai paesaggi della sua infanzia. Di questo periodo fu il quadro I Falciatori, donato al Comune di Recanati. Proprio a Recanati nel 1929 partecipò con molte esposizioni ai festeggiamenti del giugno leopardiano, mentre nel 1928 aveva partecipato alla XVI Esposizione internazionale d'arte di Venezia dove espose il dipinto intitolato Maternità rurale, e di nuovo alla XVII Esposizione internazionale d'arte di Venezia del 1930 con il quadro La Famiglia.
Nel 1931 espose alla I Quadriennale nazionale d'arte di Roma. Presso la Galleria Nicodemi di Milano realizzò invece una mostra personale curata da Giorgio Nicodemi, ottenendo apprezzamenti da Ardengo Soffici e Carlo Carrà. Fu proprio nel 1931 che terminò il suo soggiorno italiano, dopo una importante mostra presso La Camerata degli Artisti a Roma che lo vide presentare una personale con più di 300 opere presentate da Remigio Strinati.

### 1931-1983: La carriera in Argentina e le mostre nel mondo
Nel 1931 Lorenzo Gigli tornò a Buenos Aires, dove ottenne una cattedra alla Accademia di belle arti, nella sezione di Architettura. Di questo periodo furono i disegni policromi, alcuni dei quali esporrà anche a Recanati nella mostra d'arte antica e moderna del 1934, mentre presso il XXIV Salone nazionale di Buenos Aires espose il quadro intitolato Figuras. Da qui iniziarono una lunga serie di mostre tra Argentina, Italia e Stati Uniti.
Nel 1983 morì a San Fernando, in provincia di Buenos Aires.

## Musei e collezioni private
- Comisión Municipal de Cultura de Bahía Blanca.
- Comune di Recanati
- Museo Provincial de Bellas Artes Emilio Caraffa. Córdoba.
- Museo Casa de Yrurtia. Buenos Aires.
- Museo Castagnino+macro. Rosario, Santa Fe.
- Museo de Bellas Artes de Corrientes. Corrientes.
- Museo de Artistas Argentinos Benito Quinquela Martín. Buenos Aires.
- Museo de Bellas Artes Laureano Brizuela, Catamarca.
- Museo de la Ciudad "Casa de Hernández", Salta.
- Museo Municipal de Bellas Artes Tandil. Buenos Aires.
- Museo Nacional de Bellas Artes. Buenos Aires
- Museo Provincial de Bellas Artes Emilio Pettoruti de La Plata. Buenos Aires.
- Museo Provincial de San Juan. San Juan.
- Museo Provincial Rosa Galisteo de Rodríguez. Santa Fe.
- Museo de Artes Plásticas Eduardo Sívori. Buenos Aires.
- Pinacoteca Attilio Moroni. Porto Recanati. Italia.
- Museos Ralli. Punta del Este, Uruguay.